# Primeira Liga 2024-25
La Primeira Liga 2024-25 fue la nonagésima primera edición de la máxima competición futbolística de Portugal.
Un total de 18 equipos participaron en la competición, incluyendo 15 equipos de la temporada anterior y 3 provenientes de la Segunda División de Portugal 2023-24.

## Relevos
Santa Clara (tras un año de ausencia), Nacional (tras tres años de ausencia) y AVS (ascendido por primera vez en la historia, un año después del surgimiento del equipo tras el cambio de nombre y sede del Vilafranquese) ascendieron de la Segunda Liga en sustitución del Vizela (descendió luego de tres años en la máxima categoría), Chaves (descendió tras dos años en la máxima categoría) y Portimonense (descendió después de siete años en la máxima categoría).
| Pos. | Descendidos a Segunda Liga |
| ---- | -------------------------- |
| 16.º | Portimonense               |
| 17.º | Vizela                     |
| 18.º | Chaves                     |

| Pos. | Ascendidos de Segunda Liga |
| ---- | -------------------------- |
| 1.º  | Santa Clara                |
| 2.º  | Nacional                   |
| 3.º  | AVS                        |

## Información
| Equipo               | Ciudad             | Entrenador          | Capitán          | Estadio                                               | Capacidad | Proveedor   | Patrocinador             |
| -------------------- | ------------------ | ------------------- | ---------------- | ----------------------------------------------------- | --------- | ----------- | ------------------------ |
| Arouca               | Arouca             | Vasco Seabra        | David Simão      | Estadio Municipal de Arouca                           | 5 000     | Skita       | Construções Carlos Pinho |
| AVS                  | Vila das Aves      | José Mota           | Nenê             | Estádio do CD Aves                                    | 8 560     | Adidas      | Mercainox                |
| Benfica              | Lisboa             | Bruno Lage          | Nicolás Otamendi | Estádio da Luz                                        | 64 642    | Adidas      | Emirates                 |
| Boavista             | Oporto             | Stuart Baxter       | Sebastián Pérez  | Estadio do Bessa                                      | 28 263    | Kelme       | Placard                  |
| Casa Pia             | Lisboa             | João Carlos Pereira | Ângelo Neto      | Estádio Municipal de Rio Maior                        | 7 000     | Adidas      | ESC Online               |
| Estoril              | Estoril            | Ian Cathro          | Dani Figueira    | Estadio António Coimbra da Mota                       | 8 015     | Kappa       | Solverde                 |
| Estrela Amadora      | Amadora            | José Faria          | Miguel Lopes     | Estadio José Gomes                                    | 9 288     | Umbro       |                          |
| Famalicão            | Famalicão          | Hugo Oliveira       | Riccieli         | Estadio Municipal 22 de Junio                         | 5 307     | Macron      | Placard                  |
| Farense              | Faro               | Tozé Marreco        | Vacante          | Estadio de São Luís                                   | 7 000     | Lacatoni    | Placard                  |
| Gil Vicente          | Barcelos           | José Pedro          | Rúben Fernandes  | Estadio Ciudad de Barcelos                            | 12 504    | Lacatoni    | Barcelos Tourism         |
| Moreirense           | Moreira de Cónegos | Cristiano Bacci     | Pedro Amador     | Parque de Jogos Comendador Joaquim de Almeida Freitas | 6 153     | CDT         | Placard                  |
| Nacional             | Funchal            | Tiago Margarido     | João Aurélio     | Estadio de Madeira                                    | 5 132     | Hummel      | Solverde                 |
| Porto                | Oporto             | Martín Anselmi      | Pepe             | Estadio do Dragão                                     | 50 033    | New Balance | Betano                   |
| Rio Ave              | Vila do Conde      | Petit               | Vítor Gomes      | Estadio do Rio Ave FC                                 | 5 300     | Puma        | Solverde                 |
| Santa Clara          | Ponta Delgada      | Vasco Matos         | Ricardinho       | Estadio de São Miguel                                 | 13 277    | Umbro       | Solverde                 |
| Sporting Braga       | Braga              | Carlos Carvalhal    | Ricardo Horta    | Estadio Municipal de Braga                            | 30 286    | Puma        | Moosh                    |
| Sporting de Portugal | Lisboa             | Rui Borges          | Sebastián Coates | Estadio José Alvalade                                 | 50 095    | Nike        | Betano                   |
| Vitória Guimarães    | Guimarães          | Daniel Sousa        | Vacante          | Estadio Dom Afonso Henriques                          | 30 165    | Macron      | Placard                  |

### Cambios de entrenadores
| Equipo               | Entrenador (Jornadas)        | Fecha de vacante         | Tipo de salida                      | Posición en la tabla | Entrenador entrante | Fecha de nombramiento    |
| -------------------- | ---------------------------- | ------------------------ | ----------------------------------- | -------------------- | ------------------- | ------------------------ |
| Sporting Braga       | Daniel Sousa (1)             | 12 de agosto de 2024     | Destitución                         | 11º                  | Carlos Carvalhal    | 12 de agosto de 2024     |
| Benfica              | Roger Schmidt (1 - 4)        | 31 de agosto de 2024     | Destitución                         | 7º                   | Bruno Lage          | 5 de septiembre de 2024  |
| Farense              | José Mota (1 - 6)            | 24 de septiembre de 2024 | Destitución                         | 18º                  | Tozé Marreco        | 25 de septiembre de 2024 |
| Estrela Amadora      | Filipe Martins (1 - 6)       | 24 de septiembre de 2024 | Dimisión                            | 17º                  | José Faria          | 26 de septiembre de 2024 |
| Arouca               | Gonzalo García (1 - 9)       | 28 de octubre de 2024    | Mutuo acuerdo                       | 14º                  | Vasco Seabra        | 31 de octubre de 2024    |
| Rio Ave              | Luís Freire (1 - 10)         | 5 de noviembre de 2024   | Destitución                         | 14º                  | Petit               | 7 de noviembre de 2024   |
| Sporting de Portugal | Rúben Amorim (1 - 11)        | 10 de noviembre de 2024  | Fichado por el Manchester United    | 1º                   | João Pereira        | 11 de noviembre de 2024  |
| AVS                  | Vítor Campelos (1 - 11)      | 12 de noviembre de 2024  | Destitución                         | 13º                  | Daniel Ramos        | 15 de noviembre de 2024  |
| Famalicão            | Armando Evangelista (1 - 12) | 6 de diciembre de 2024   | Destitución                         | 7º                   | Hugo Oliveira       | 10 de diciembre de 2024  |
| Sporting de Portugal | João Pereira (12 - 15)       | 25 de diciembre de 2024  | Destitución                         | 2º                   | Rui Borges          | 25 de diciembre de 2024  |
| Vitória Guimarães    | Rui Borges (1 - 15)          | 25 de diciembre de 2024  | Fichado por el Sporting de Portugal | 6º                   | Daniel Sousa        | 26 de diciembre de 2024  |
| Vitória Guimarães    | Daniel Sousa (16-17)         | 13 de enero de 2025      | Mutuo acuerdo                       | 6º                   | Luís Freire         | 13 de enero de 2025      |
| Porto                | Vítor Bruno (1 - 18)         | 20 de enero de 2025      | Destitución                         | 3º                   | Martín Anselmi      | 27 de enero de 2025      |
| Boavista             | Cristiano Bacci (1 - 21)     | 7 de febrero de 2025     | Dimisión                            | 18º                  | Lito Vidigal        | 10 de febrero de 2025    |
| AVS                  | Daniel Ramos (12 - 21)       | 10 de febrero de 2025    | Destitución                         | 15º                  | Rui Ferreira        | 13 de febrero de 2025    |
| Gil Vicente          | Bruno Pinheiro (1 - 22)      | 18 de febrero de 2025    | Mutuo acuerdo                       | 14º                  | José Pedro          | 18 de febrero de 2025    |
| Moreirense           | César Peixoto (1 - 23)       | 24 de febrero de 2025    | Destitución                         | 11º                  | Cristiano Bacci     | 28 de febrero de 2025    |
| Boavista             | Lito Vidigal (22 - 28)       | 6 de abril de 2025       | Destitución                         | 18º                  | Stuart Baxter       | 13 de abril de 2025      |
| AVS                  | Rui Ferreira (22 - 32)       | 9 de mayo de 2025        | Destitución                         | 16º                  | José Mota           | 9 de mayo de 2025        |

## Localización
| Región  | N.º | Equipos                                                                |
| ------- | --- | ---------------------------------------------------------------------- |
| Braga   | 5   | Famalicão, Gil Vicente, Moreirense, Sporting Braga y Vitória Guimarães |
| Lisboa  | 5   | Benfica, Casa Pia, Estoril, Estrela Amadora y Sporting de Portugal     |
| Oporto  | 4   | AVS, Boavista, Porto y Rio Ave                                         |
| Aveiro  | 1   | Arouca                                                                 |
| Azores  | 1   | Santa Clara                                                            |
| Faro    | 1   | Farense                                                                |
| Madeira | 1   | Nacional                                                               |

## Desarrollo

### Clasificación
| Pos. | Equipo                   | Pts. | PJ | G  | E  | P  | GF | GC | Dif. | Clasificación 2025–26                      |
| ---- | ------------------------ | ---- | -- | -- | -- | -- | -- | -- | ---- | ------------------------------------------ |
| 1    | Sporting de Portugal (C) | 82   | 34 | 25 | 7  | 2  | 88 | 27 | +61  | Fase de liga de la Liga de Campeones       |
| 2    | Benfica                  | 80   | 34 | 25 | 5  | 4  | 84 | 28 | +56  | Tercera ronda de la Liga de Campeones      |
| 3    | Porto                    | 71   | 34 | 22 | 5  | 7  | 65 | 30 | +35  | Fase de liga de la Liga Europa             |
| 4    | Sporting Braga           | 66   | 34 | 19 | 9  | 6  | 55 | 30 | +25  | Segunda ronda de la Liga Europa            |
| 5    | Santa Clara              | 57   | 34 | 17 | 6  | 11 | 36 | 32 | +4   | Segunda ronda de la Liga Conferencia       |
| 6    | Vitória Guimarães        | 54   | 34 | 14 | 12 | 8  | 47 | 37 | +10  |                                            |
| 7    | Famalicão                | 47   | 34 | 12 | 11 | 11 | 44 | 39 | +5   |                                            |
| 8    | Estoril                  | 46   | 34 | 12 | 10 | 12 | 48 | 53 | −5   |                                            |
| 9    | Casa Pia                 | 45   | 34 | 12 | 9  | 13 | 39 | 44 | −5   |                                            |
| 10   | Moreirense               | 40   | 34 | 10 | 10 | 14 | 42 | 50 | −8   |                                            |
| 11   | Rio Ave                  | 38   | 34 | 9  | 11 | 14 | 39 | 55 | −16  |                                            |
| 12   | Arouca                   | 38   | 34 | 9  | 11 | 14 | 35 | 49 | −14  |                                            |
| 13   | Gil Vicente              | 34   | 34 | 8  | 10 | 16 | 34 | 47 | −13  |                                            |
| 14   | Nacional                 | 34   | 34 | 9  | 7  | 18 | 32 | 50 | −18  |                                            |
| 15   | Estrela Amadora          | 29   | 34 | 7  | 8  | 19 | 24 | 50 | −26  |                                            |
| 16   | AVS (O)                  | 27   | 34 | 5  | 12 | 17 | 25 | 60 | −35  | Play-offs de promoción de categoría        |
| 17   | Farense (D)              | 27   | 34 | 6  | 9  | 19 | 25 | 46 | −21  | Descenso a la Segunda División de Portugal |
| 18   | Boavista (D)             | 24   | 34 | 6  | 6  | 22 | 24 | 59 | −35  | Descenso a la División Distrital           |

Actualizado a los partidos jugados el 17 de mayo de 2025.
 Fuente: Primeira Liga
Criterios de clasificación: Puntos · Enfrentamientos directos · Diferencia de goles en enfrentamientos directos
Notas:
1. ↑  El Boavista fue relegado a la División Distrital debido a que el equipo no pudo hacer frente a la inscripción en alguna categoría superior al encontrarse en problemas financieros.[44]

### Evolución de la clasificación
| Equipo               | 01 | 02 | 03 | 04 | 05 | 06 | 07 | 08  | 09  | 10  | 11  | 12  | 13  | 14  | 15 | 16 | 17  | 18 | 19 | 20 | 21 | 22 | 23 | 24  | 25  | 26  | 27 | 28 | 29 | 30 | 31 | 32 | 33 | 34 |
| Equipo               |    |    |    |    |    |    |    |     |     |     |     |     |     |     |    |    |     |    |    |    |    |    |    |     |     |     |    |    |    |    |    |    |    |    |
| -------------------- | -- | -- | -- | -- | -- | -- | -- | --- | --- | --- | --- | --- | --- | --- | -- | -- | --- | -- | -- | -- | -- | -- | -- | --- | --- | --- | -- | -- | -- | -- | -- | -- | -- | -- |
| Sporting de Portugal | 3  | 1  | 1  | 1  | 1  | 1  | 1  | 1   | 1   | 1   | 1   | 1   | 1   | 1   | 2  | 1  | 1   | 1  | 1  | 1  | 1  | 1  | 1  | 1   | 1   | 1   | 1  | 2  | 1  | 1  | 1  | 1  | 1  | 1  |
| Benfica              | 16 | 8  | 6  | 7  | 5  | 3  | 3  | 3*  | 3*  | 3*  | 3*  | 3*  | 2*  | 3*  | 1  | 3  | 3   | 2  | 2  | 2  | 2  | 2  | 2  | 2*  | 2*  | 2*  | 2  | 1  | 2  | 2  | 2  | 2  | 2  | 2  |
| Porto                | 2  | 3  | 2  | 2  | 2  | 2  | 2  | 2   | 2   | 2   | 2   | 2   | 3   | 2   | 3  | 2  | 2*  | 3  | 3  | 3  | 3  | 3  | 3  | 3   | 3   | 3   | 3  | 4  | 4  | 4  | 4  | 3  | 3  | 3  |
| Sporting Braga       | 11 | 6  | 4  | 6  | 7  | 7  | 5  | 6   | 5   | 4   | 5   | 5   | 5   | 5   | 4  | 5  | 4   | 4  | 4  | 4  | 4  | 4  | 4  | 4   | 4   | 4   | 4  | 3  | 3  | 3  | 3  | 4  | 4  | 4  |
| Santa Clara          | 1  | 7  | 5  | 5  | 6  | 4  | 4  | 4   | 4   | 5   | 4   | 4   | 4   | 4   | 5  | 4  | 5   | 5  | 5  | 5  | 5  | 5  | 5  | 5   | 5   | 5   | 5  | 5  | 6  | 6  | 6  | 6  | 6  | 5  |
| Vitória Guimarães    | 7  | 5  | 8  | 3  | 3  | 5  | 6  | 5   | 6   | 6   | 6   | 6   | 6   | 6   | 6  | 6  | 6   | 7  | 7  | 7  | 7  | 7  | 8  | 7   | 6   | 6   | 6  | 6  | 5  | 5  | 5  | 5  | 5  | 6  |
| Famalicão            | 4  | 2  | 3  | 4  | 4  | 6  | 7  | 7   | 8   | 7   | 7   | 7   | 8   | 8   | 9  | 9  | 9   | 11 | 12 | 9  | 9  | 9  | 9  | 9   | 9   | 9   | 8  | 7  | 7  | 7  | 7  | 7  | 8  | 7  |
| Estoril              | 17 | 17 | 14 | 16 | 14 | 13 | 13 | 15  | 11  | 12  | 12  | 11  | 11  | 12  | 13 | 13 | 12  | 10 | 8  | 8  | 8  | 8  | 7  | 8   | 8   | 8   | 9  | 9  | 9  | 9  | 8  | 9  | 9  | 8  |
| Casa Pia             | 13 | 18 | 17 | 15 | 11 | 11 | 8  | 11  | 9   | 9   | 9   | 10  | 10  | 9   | 7  | 7  | 7   | 6  | 6  | 6  | 6  | 6  | 6  | 6   | 7   | 7   | 7  | 8  | 8  | 8  | 9  | 8  | 7  | 9  |
| Moreirense           | 5  | 4  | 7  | 8  | 8  | 8  | 9  | 8   | 7   | 8   | 8   | 8   | 7   | 7   | 8  | 8  | 8   | 8  | 9  | 11 | 11 | 10 | 11 | 11  | 11  | 10  | 10 | 10 | 10 | 10 | 10 | 11 | 11 | 10 |
| Rio Ave              | 15 | 11 | 13 | 9  | 12 | 12 | 12 | 12  | 13  | 14  | 10  | 9   | 9   | 11  | 11 | 10 | 10  | 12 | 10 | 10 | 10 | 11 | 10 | 10  | 10  | 12  | 13 | 13 | 12 | 11 | 13 | 10 | 10 | 11 |
| Arouca               | 14 | 16 | 12 | 14 | 16 | 14 | 14 | 13  | 14  | 16  | 16  | 17  | 18  | 17  | 17 | 18 | 15  | 15 | 14 | 13 | 12 | 12 | 12 | 13  | 12  | 13  | 12 | 12 | 13 | 12 | 12 | 12 | 12 | 12 |
| Gil Vicente          | 18 | 10 | 9  | 10 | 10 | 9  | 11 | 9   | 10  | 10  | 11  | 13  | 12  | 10  | 10 | 11 | 11  | 9  | 11 | 12 | 13 | 14 | 14 | 15* | 14* | 14* | 14 | 14 | 14 | 14 | 14 | 14 | 14 | 13 |
| Nacional             | 10 | 13 | 16 | 12 | 15 | 16 | 17 | 17* | 17* | 15* | 17* | 16* | 16* | 14* | 14 | 15 | 17* | 13 | 13 | 14 | 14 | 13 | 13 | 12  | 13  | 11  | 11 | 11 | 11 | 13 | 11 | 13 | 13 | 14 |
| Estrela Amadora      | 9  | 14 | 15 | 17 | 17 | 17 | 15 | 16  | 16  | 17  | 15  | 15  | 13  | 13  | 12 | 12 | 13  | 14 | 16 | 16 | 16 | 15 | 15 | 16  | 15  | 15  | 15 | 15 | 15 | 15 | 15 | 15 | 15 | 15 |
| AVS                  | 8  | 12 | 10 | 11 | 9  | 10 | 10 | 10  | 12  | 11  | 13  | 14  | 15  | 15  | 15 | 14 | 14  | 17 | 15 | 15 | 15 | 16 | 16 | 14  | 16  | 16  | 16 | 16 | 16 | 16 | 16 | 17 | 16 | 16 |
| Farense              | 12 | 15 | 18 | 18 | 18 | 18 | 18 | 18  | 18  | 18  | 18  | 18  | 17  | 18  | 18 | 16 | 16  | 16 | 17 | 17 | 17 | 17 | 17 | 17  | 17  | 17  | 17 | 17 | 17 | 17 | 17 | 18 | 17 | 17 |
| Boavista             | 6  | 9  | 11 | 13 | 13 | 15 | 16 | 14  | 15  | 13  | 14  | 12  | 14  | 16  | 16 | 17 | 18  | 18 | 18 | 18 | 18 | 18 | 18 | 18  | 18  | 18  | 18 | 18 | 18 | 18 | 18 | 16 | 18 | 18 |

(*) Con partido(s) pendiente(s).

## Resultados
Los horarios corresponden a la WET (Hora de Europa Occidental) UTC±0 en horario estándar y UTC+1 en horario de verano.

### Primera vuelta
| Sporting de Portugal | 3 – 1 | Rio Ave            | José Alvalade           | 9 de agosto  | 20:15 |
| AVS                  | 1 – 1 | Nacional           | Do CD Aves              | 10 de agosto | 15:30 |
| Casa Pia             | 0 – 1 | Boavista           | Municipal de Rio Maior  | 10 de agosto | 18:00 |
| Porto                | 3 – 0 | Gil Vicente        | Do Dragão               | 10 de agosto | 20:30 |
| Estoril              | 1 – 4 | Santa Clara        | António Coimbra da Mota | 11 de agosto | 15:30 |
| Famalicão            | 2 – 0 | Benfica            | Municipal 22 de Junio   | 11 de agosto | 18:00 |
| Farense              | 1 – 2 | Moreirense         | São Luís                | 11 de agosto | 18:00 |
| Sporting Braga       | 1 – 1 | Estrela da Amadora | Municipal de Braga      | 11 de agosto | 20:30 |
| Arouca               | 0 – 1 | Vitória Guimarães  | Municipal de Arouca     | 12 de agosto | 20:15 |

| Santa Clara        | 0 – 2 | Porto                | São Miguel                | 16 de agosto | 16:00 |
| Gil Vicente        | 4 – 2 | AVS                  | Ciudad de Barcelos        | 16 de agosto | 20:15 |
| Rio Ave            | 1 – 0 | Farense              | Do Rio Ave FC             | 17 de agosto | 15:30 |
| Nacional           | 1 – 6 | Sporting de Portugal | Madeira                   | 17 de agosto | 18:00 |
| Benfica            | 3 – 0 | Casa Pia             | Da Luz                    | 17 de agosto | 20:30 |
| Moreirense         | 3 – 1 | Arouca               | Parque Joaquim de Almeida | 18 de agosto | 15:30 |
| Vitória Guimarães  | 1 – 0 | Estoril              | Dom Afonso Henriques      | 18 de agosto | 18:00 |
| Boavista           | 0 – 1 | Sporting Braga       | Do Bessa                  | 18 de agosto | 20:30 |
| Estrela da Amadora | 0 – 3 | Famalicão            | José Gomes                | 19 de agosto | 20:15 |

| Farense        | 0 – 5 | Sporting de Portugal | São Luís                | 23 de agosto | 20:15 |
| Casa Pia       | 0 – 2 | Santa Clara          | Municipal de Rio Maior  | 24 de agosto | 15:30 |
| Porto          | 2 – 0 | Rio Ave              | Do Dragão               | 24 de agosto | 18:00 |
| Famalicão      | 1 – 0 | Boavista             | Municipal 22 de Junio   | 24 de agosto | 20:30 |
| Benfica        | 1 – 0 | Estrela da Amadora   | Da Luz                  | 24 de agosto | 20:30 |
| Arouca         | 1 – 0 | Nacional             | Municipal de Arouca     | 25 de agosto | 15:30 |
| Estoril        | 0 – 0 | Gil Vicente          | António Coimbra da Mota | 25 de agosto | 18:00 |
| Sporting Braga | 3 – 1 | Moreirense           | Municipal de Braga      | 25 de agosto | 20:30 |
| AVS            | 1 – 0 | Vitória Guimarães    | Do CD Aves              | 25 de agosto | 20:30 |

| Moreirense           | 1 – 1 | Benfica        | Parque Joaquim de Almeida | 30 de agosto    | 20:15 |
| Santa Clara          | 2 – 1 | AVS            | São Miguel                | 31 de agosto    | 15:30 |
| Estrela da Amadora   | 0 – 1 | Casa Pia       | José Gomes                | 31 de agosto    | 18:00 |
| Boavista             | 0 – 0 | Estoril        | Do Bessa                  | 31 de agosto    | 18:00 |
| Sporting de Portugal | 2 – 0 | Porto          | José Alvalade             | 31 de agosto    | 20:30 |
| Nacional             | 2 – 0 | Farense        | Madeira                   | 1 de septiembre | 15:30 |
| Rio Ave              | 1 – 0 | Arouca         | Do Rio Ave FC             | 1 de septiembre | 15:30 |
| Vitória Guimarães    | 2 – 1 | Famalicão      | Dom Afonso Henriques      | 1 de septiembre | 20:30 |
| Gil Vicente          | 0 – 0 | Sporting Braga | Ciudad de Barcelos        | 1 de septiembre | 20:30 |

| Arouca             | 0 – 3 | Sporting de Portugal | Municipal de Arouca     | 13 de septiembre | 20:15 |
| Casa Pia           | 3 – 1 | Moreirense           | Municipal de Rio Maior  | 14 de septiembre | 15:30 |
| AVS                | 1 – 0 | Rio Ave              | Do CD Aves              | 14 de septiembre | 18:00 |
| Famalicão          | 1 – 1 | Gil Vicente          | Municipal 22 de Junio   | 14 de septiembre | 20:30 |
| Benfica            | 4 – 1 | Santa Clara          | Da Luz                  | 14 de septiembre | 20:30 |
| Porto              | 2 – 1 | Farense              | Do Dragão               | 15 de septiembre | 15:30 |
| Estoril            | 1 – 0 | Nacional             | António Coimbra da Mota | 15 de septiembre | 18:00 |
| Sporting Braga     | 0 – 2 | Vitória Guimarães    | Municipal de Braga      | 15 de septiembre | 20:30 |
| Estrela da Amadora | 2 – 2 | Boavista             | José Gomes              | 16 de septiembre | 20:15 |

| Nacional             | 0 – 3 | Sporting Braga     | Madeira                   | 20 de septiembre | 20:15 |
| Rio Ave              | 2 – 2 | Estoril            | Do Rio Ave FC             | 21 de septiembre | 15:30 |
| Santa Clara          | 1 – 0 | Estrela da Amadora | São Miguel                | 21 de septiembre | 15:30 |
| Vitória Guimarães    | 0 – 3 | Porto              | Dom Afonso Henriques      | 21 de septiembre | 18:00 |
| Moreirense           | 0 – 0 | Famalicão          | Parque Joaquim de Almeida | 21 de septiembre | 20:30 |
| Gil Vicente          | 1 – 1 | Casa Pia           | Ciudad de Barcelos        | 22 de septiembre | 15:30 |
| Farense              | 0 – 1 | Arouca             | São Luís                  | 22 de septiembre | 18:00 |
| Sporting de Portugal | 3 – 0 | AVS                | José Alvalade             | 22 de septiembre | 20:30 |
| Boavista             | 0 – 3 | Benfica            | Do Bessa                  | 23 de septiembre | 20:15 |

| Estoril            | 0 – 3 | Sporting de Portugal | António Coimbra da Mota | 27 de septiembre | 20:15 |
| Estrela da Amadora | 2 – 1 | Moreirense           | José Gomes              | 28 de septiembre | 15:30 |
| Casa Pia           | 1 – 1 | Vitória Guimarães    | Municipal de Rio Maior  | 28 de septiembre | 18:00 |
| Benfica            | 5 – 1 | Gil Vicente          | Da Luz                  | 28 de septiembre | 20:30 |
| Famalicão          | 0 – 0 | Nacional             | Municipal 22 de Junio   | 29 de septiembre | 15:30 |
| Porto              | 4 – 0 | Arouca               | Do Dragão               | 29 de septiembre | 18:00 |
| Sporting Braga     | 4 – 0 | Rio Ave              | Municipal de Braga      | 29 de septiembre | 20:30 |
| Santa Clara        | 1 – 0 | Boavista             | São Miguel              | 29 de septiembre | 20:30 |
| AVS                | 0 – 0 | Farense              | Do CD Aves              | 30 de septiembre | 20:15 |

| Rio Ave              | 1 – 1 | Famalicão          | Do Rio Ave FC             | 4 de octubre    | 20:15 |
| Gil Vicente          | 3 – 0 | Estrela da Amadora | Ciudad de Barcelos        | 5 de octubre    | 15:30 |
| Moreirense           | 1 – 0 | Santa Clara        | Parque Joaquim de Almeida | 5 de octubre    | 15:30 |
| Arouca               | 1 – 1 | AVS                | Municipal de Arouca       | 5 de octubre    | 18:00 |
| Sporting de Portugal | 2 – 0 | Casa Pia           | José Alvalade             | 5 de octubre    | 20:30 |
| Farense              | 1 – 0 | Estoril            | São Luís                  | 6 de octubre    | 15:30 |
| Vitória Guimarães    | 2 – 2 | Boavista           | Dom Afonso Henriques      | 6 de octubre    | 15:30 |
| Porto                | 2 – 1 | Sporting Braga     | Do Dragão                 | 6 de octubre    | 20:30 |
| Nacional             | 0 – 2 | Benfica            | Madeira                   | 19 de diciembre | 17:00 |

| Casa Pia           | 1 – 0 | Nacional             | Municipal de Rio Maior  | 25 de octubre | 18:45 |
| Santa Clara        | 2 – 1 | Gil Vicente          | São Miguel              | 25 de octubre | 19:45 |
| Estoril            | 4 – 1 | Arouca               | António Coimbra da Mota | 26 de octubre | 15:30 |
| Boavista           | 0 – 2 | Moreirense           | Do Bessa                | 26 de octubre | 18:00 |
| Famalicão          | 0 – 3 | Sporting de Portugal | Municipal 22 de Junio   | 26 de octubre | 20:30 |
| Sporting Braga     | 2 – 0 | Farense              | Municipal de Braga      | 27 de octubre | 15:30 |
| Benfica            | 5 – 0 | Rio Ave              | Da Luz                  | 27 de octubre | 18:00 |
| Estrela da Amadora | 2 – 2 | Vitória Guimarães    | José Gomes              | 27 de octubre | 20:30 |
| AVS                | 0 – 5 | Porto                | Do CD Aves              | 28 de octubre | 20:15 |

| Sporting de Portugal | 5 – 1 | Estrela da Amadora | José Alvalade        | 1 de noviembre | 20:15 |
| Rio Ave              | 2 – 2 | Casa Pia           | Do Rio Ave FC        | 2 de noviembre | 15:30 |
| Farense              | 1 – 2 | Benfica            | São Luís             | 2 de noviembre | 18:00 |
| Gil Vicente          | 1 – 2 | Boavista           | Ciudad de Barcelos   | 2 de noviembre | 20:30 |
| AVS                  | 2 – 3 | Famalicão          | Do CD Aves           | 3 de noviembre | 15:30 |
| Arouca               | 1 – 2 | Sporting Braga     | Municipal de Arouca  | 3 de noviembre | 18:00 |
| Vitória Guimarães    | 1 – 0 | Moreirense         | Dom Afonso Henriques | 3 de noviembre | 18:00 |
| Porto                | 4 – 0 | Estoril            | Do Dragão            | 3 de noviembre | 20:30 |
| Nacional             | 2 – 0 | Santa Clara        | Madeira              | 4 de noviembre | 20:15 |

| Moreirense         | 3 – 2 | Gil Vicente          | Parque Joaquim de Almeida | 8 de noviembre  | 20:15 |
| Estoril            | 0 – 0 | AVS                  | António Coimbra da Mota   | 9 de noviembre  | 15:30 |
| Casa Pia           | 1 – 1 | Farense              | Municipal de Rio Maior    | 9 de noviembre  | 15:30 |
| Famalicão          | 0 – 0 | Arouca               | Municipal 22 de Junio     | 9 de noviembre  | 18:00 |
| Boavista           | 0 – 2 | Rio Ave              | Do Bessa                  | 9 de noviembre  | 20:30 |
| Estrela da Amadora | 2 – 0 | Nacional             | José Gomes                | 10 de noviembre | 15:30 |
| Santa Clara        | 1 – 0 | Vitória Guimarães    | São Miguel                | 10 de noviembre | 16:30 |
| Sporting Braga     | 2 – 4 | Sporting de Portugal | Municipal de Braga        | 10 de noviembre | 18:45 |
| Benfica            | 4 – 1 | Porto                | Da Luz                    | 10 de noviembre | 20:45 |

| Farense              | 1 – 0 | Estrela da Amadora | São Luís                | 29 de noviembre | 20:15 |
| Rio Ave              | 3 – 2 | Moreirense         | Do Rio Ave FC           | 30 de noviembre | 15:30 |
| Nacional             | 0 – 0 | Boavista           | Madeira                 | 30 de noviembre | 18:00 |
| Sporting de Portugal | 0 – 1 | Santa Clara        | José Alvalade           | 30 de noviembre | 20:30 |
| Estoril              | 2 – 1 | Famalicão          | António Coimbra da Mota | 1 de diciembre  | 15:30 |
| Arouca               | 0 – 2 | Benfica            | Municipal de Arouca     | 1 de diciembre  | 18:00 |
| AVS                  | 0 – 1 | Sporting Braga     | Do CD Aves              | 1 de diciembre  | 20:30 |
| Vitória Guimarães    | 4 – 0 | Gil Vicente        | Dom Afonso Henriques    | 2 de diciembre  | 18:45 |
| Porto                | 2 – 0 | Casa Pia           | Do Dragão               | 2 de diciembre  | 20:45 |

| Moreirense         | 2 – 1 | Sporting de Portugal | Parque Joaquim de Almeida | 5 de diciembre | 20:15 |
| Sporting Braga     | 2 – 2 | Estoril              | Municipal de Braga        | 6 de diciembre | 20:45 |
| Gil Vicente        | 2 – 1 | Nacional             | Ciudad de Barcelos        | 7 de diciembre | 15:30 |
| Santa Clara        | 1 – 0 | Rio Ave              | São Miguel                | 7 de diciembre | 17:00 |
| Benfica            | 1 – 0 | Vitória Guimarães    | Da Luz                    | 7 de diciembre | 18:00 |
| Famalicão          | 1 – 1 | Porto                | Municipal 22 de Junio     | 7 de diciembre | 20:30 |
| Boavista           | 1 – 1 | Farense              | Do Bessa                  | 8 de diciembre | 15:30 |
| Casa Pia           | 1 – 1 | AVS                  | Municipal de Rio Maior    | 8 de diciembre | 18:00 |
| Estrela da Amadora | 2 – 1 | Arouca               | José Gomes                | 9 de diciembre | 20:15 |

| Farense              | 0 – 1 | Gil Vicente        | São Luís                | 14 de diciembre | 15:30 |
| Nacional             | 1 – 0 | Moreirense         | Madeira                 | 14 de diciembre | 18:00 |
| Sporting de Portugal | 3 – 2 | Boavista           | José Alvalade           | 14 de diciembre | 20:30 |
| Arouca               | 1 – 0 | Santa Clara        | Municipal de Arouca     | 15 de diciembre | 15:30 |
| AVS                  | 1 – 1 | Benfica            | Do CD Aves              | 15 de diciembre | 18:00 |
| Estoril              | 0 – 2 | Casa Pia           | António Coimbra da Mota | 15 de diciembre | 20:30 |
| Sporting Braga       | 3 – 3 | Famalicão          | Municipal de Braga      | 16 de diciembre | 18:45 |
| Porto                | 2 – 0 | Estrela da Amadora | Do Dragão               | 16 de diciembre | 20:15 |
| Rio Ave              | 2 – 2 | Vitória Guimarães  | Do Rio Ave FC           | 16 de diciembre | 20:45 |

| Casa Pia           | 3 – 1 | Arouca               | Municipal de Rio Maior    | 20 de diciembre | 20:15 |
| Famalicão          | 1 – 2 | Farense              | Municipal 22 de Junio     | 21 de diciembre | 15:30 |
| Boavista           | 0 – 0 | AVS                  | Do Bessa                  | 21 de diciembre | 18:00 |
| Moreirense         | 0 – 3 | Porto                | Parque Joaquim de Almeida | 21 de diciembre | 20:30 |
| Santa Clara        | 0 – 2 | Sporting Braga       | São Miguel                | 22 de diciembre | 17:00 |
| Gil Vicente        | 0 – 0 | Sporting de Portugal | Ciudad de Barcelos        | 22 de diciembre | 20:30 |
| Vitória Guimarães  | 2 – 2 | Nacional             | Dom Afonso Henriques      | 23 de diciembre | 18:45 |
| Benfica            | 3 – 0 | Estoril              | Da Luz                    | 23 de diciembre | 18:45 |
| Estrela da Amadora | 1 – 0 | Rio Ave              | José Gomes                | 23 de diciembre | 20:45 |

| Arouca               | 1 – 1 | Gil Vicente        | Municipal de Arouca     | 27 de diciembre | 20:15 |
| AVS                  | 1 – 1 | Estrela da Amadora | Do CD Aves              | 28 de diciembre | 15:30 |
| Estoril              | 2 – 2 | Moreirense         | António Coimbra da Mota | 28 de diciembre | 18:00 |
| Porto                | 4 – 0 | Boavista           | Do Dragão               | 28 de diciembre | 20:30 |
| Rio Ave              | 2 – 1 | Nacional           | Do Rio Ave FC           | 29 de diciembre | 15:30 |
| Farense              | 2 – 2 | Vitória Guimarães  | São Luís                | 29 de diciembre | 15:30 |
| Sporting Braga       | 1 – 2 | Casa Pia           | Municipal de Braga      | 29 de diciembre | 18:00 |
| Sporting de Portugal | 1 – 0 | Benfica            | José Alvalade           | 29 de diciembre | 20:30 |
| Famalicão            | 1 – 2 | Santa Clara        | Municipal 22 de Junio   | 30 de diciembre | 20:15 |

| Vitória Guimarães  | 4 – 4 | Sporting de Portugal | Dom Afonso Henriques      | 3 de enero  | 20:15 |
| Moreirense         | 1 – 1 | AVS                  | Parque Joaquim de Almeida | 4 de enero  | 15:30 |
| Benfica            | 1 – 2 | Sporting Braga       | Da Luz                    | 4 de enero  | 18:00 |
| Boavista           | 1 – 3 | Arouca               | Do Bessa                  | 4 de enero  | 20:30 |
| Santa Clara        | 0 – 0 | Farense              | São Miguel                | 5 de enero  | 15:30 |
| Casa Pia           | 1 – 1 | Famalicão            | Municipal de Rio Maior    | 5 de enero  | 18:00 |
| Estrela da Amadora | 2 – 4 | Estoril              | José Gomes                | 5 de enero  | 20:30 |
| Gil Vicente        | 1 – 1 | Rio Ave              | Ciudad de Barcelos        | 6 de enero  | 20:15 |
| Nacional           | 2 – 0 | Porto                | Madeira                   | 15 de enero | 17:00 |

### Segunda vuelta
| Benfica            | 4 – 0 | Famalicão            | Da Luz                    | 17 de enero | 20:15 |
| Santa Clara        | 2 – 3 | Estoril              | São Miguel                | 18 de enero | 15:30 |
| Rio Ave            | 0 – 3 | Sporting de Portugal | Do Rio Ave FC             | 18 de enero | 18:00 |
| Vitória Guimarães  | 2 – 2 | Arouca               | Dom Afonso Henriques      | 18 de enero | 20:30 |
| Moreirense         | 0 – 0 | Farense              | Parque Joaquim de Almeida | 19 de enero | 15:30 |
| Nacional           | 3 – 1 | AVS                  | Madeira                   | 19 de enero | 15:30 |
| Estrela da Amadora | 0 – 1 | Sporting Braga       | José Gomes                | 19 de enero | 18:30 |
| Gil Vicente        | 3 – 1 | Porto                | Ciudad de Barcelos        | 19 de enero | 20:30 |
| Boavista           | 2 – 3 | Casa Pia             | Do Bessa                  | 20 de enero | 20:15 |

| Arouca               | 1 – 0 | Moreirense         | Municipal de Arouca     | 24 de enero | 20:15 |
| Farense              | 1 – 2 | Rio Ave            | São Luís                | 25 de enero | 15:30 |
| Famalicão            | 0 – 0 | Estrela da Amadora | Municipal 22 de Junio   | 25 de enero | 15:30 |
| Casa Pia             | 3 – 1 | Benfica            | Municipal de Rio Maior  | 25 de enero | 18:00 |
| Sporting de Portugal | 2 – 0 | Nacional           | José Alvalade           | 25 de enero | 20:30 |
| Estoril              | 1 – 0 | Vitória Guimarães  | António Coimbra da Mota | 26 de enero | 15:30 |
| Porto                | 1 – 1 | Santa Clara        | Do Dragão               | 26 de enero | 18:00 |
| Sporting Braga       | 3 – 0 | Boavista           | Municipal de Braga      | 26 de enero | 20:30 |
| AVS                  | 1 – 0 | Gil Vicente        | Do CD Aves              | 27 de enero | 20:15 |

| Boavista             | 1 – 1 | Famalicão      | Do Bessa                  | 31 de enero  | 20:15 |
| Santa Clara          | 2 – 1 | Casa Pia       | São Miguel                | 1 de febrero | 15:30 |
| Nacional             | 1 – 2 | Arouca         | Madeira                   | 1 de febrero | 15:30 |
| Gil Vicente          | 1 – 2 | Estoril        | Ciudad de Barcelos        | 1 de febrero | 18:00 |
| Vitória Guimarães    | 2 – 0 | AVS            | Dom Afonso Henriques      | 1 de febrero | 20:30 |
| Sporting de Portugal | 3 – 1 | Farense        | José Alvalade             | 2 de febrero | 18:00 |
| Estrela da Amadora   | 2 – 3 | Benfica        | José Gomes                | 2 de febrero | 20:30 |
| Moreirense           | 1 – 2 | Sporting Braga | Parque Joaquim de Almeida | 3 de febrero | 18:45 |
| Rio Ave              | 2 – 2 | Porto          | Do Rio Ave FC             | 3 de febrero | 20:45 |

| Porto          | 1 – 1 | Sporting de Portugal | Do Dragão               | 7 de febrero  | 20:15 |
| AVS            | 1 – 2 | Santa Clara          | Do CD Aves              | 8 de febrero  | 15:30 |
| Benfica        | 3 – 2 | Moreirense           | Da Luz                  | 8 de febrero  | 18:00 |
| Famalicão      | 0 – 0 | Vitória Guimarães    | Municipal 22 de Junio   | 8 de febrero  | 20:30 |
| Farense        | 0 – 2 | Nacional             | São Luís                | 9 de febrero  | 15:30 |
| Estoril        | 2 – 1 | Boavista             | António Coimbra da Mota | 9 de febrero  | 15:30 |
| Sporting Braga | 2 – 0 | Gil Vicente          | Municipal de Braga      | 9 de febrero  | 18:00 |
| Casa Pia       | 1 – 0 | Estrela da Amadora   | Municipal de Rio Maior  | 9 de febrero  | 20:30 |
| Arouca         | 1 – 1 | Rio Ave              | Municipal de Arouca     | 10 de febrero | 20:15 |

| Boavista             | 0 – 1 | Estrela da Amadora | Do Bessa                  | 14 de febrero | 20:15 |
| Nacional             | 2 – 2 | Estoril            | Madeira                   | 15 de febrero | 15:30 |
| Moreirense           | 3 – 2 | Casa Pia           | Parque Joaquim de Almeida | 15 de febrero | 15:30 |
| Santa Clara          | 0 – 1 | Benfica            | São Miguel                | 15 de febrero | 18:00 |
| Sporting de Portugal | 2 – 2 | Arouca             | José Alvalade             | 15 de febrero | 20:30 |
| Rio Ave              | 1 – 1 | AVS                | Do Rio Ave FC             | 16 de febrero | 15:30 |
| Farense              | 0 – 1 | Porto              | São Luís                  | 16 de febrero | 18:00 |
| Vitória Guimarães    | 0 – 0 | Sporting Braga     | Dom Afonso Henriques      | 16 de febrero | 20:30 |
| Gil Vicente          | 0 – 2 | Famalicão          | Ciudad de Barcelos        | 17 de febrero | 20:15 |

| Sporting Braga     | 1 – 0 | Nacional             | Municipal de Braga      | 21 de febrero | 20:15 |
| Casa Pia           | 1 – 0 | Gil Vicente          | Municipal de Rio Maior  | 22 de febrero | 15:30 |
| Benfica            | 3 – 0 | Boavista             | Da Luz                  | 22 de febrero | 18:00 |
| Estoril            | 2 – 1 | Rio Ave              | António Coimbra da Mota | 22 de febrero | 20:30 |
| Estrela da Amadora | 0 – 0 | Santa Clara          | José Gomes              | 23 de febrero | 15:30 |
| Arouca             | 2 – 2 | Farense              | Municipal de Arouca     | 23 de febrero | 15:30 |
| AVS                | 2 – 2 | Sporting de Portugal | Do CD Aves              | 23 de febrero | 18:00 |
| Famalicão          | 2 – 0 | Moreirense           | Municipal 22 de Junio   | 23 de febrero | 20:30 |
| Porto              | 1 – 1 | Vitória Guimarães    | Do Dragão               | 24 de febrero | 20:15 |

| Nacional             | 2 – 1 | Famalicão          | Madeira                   | 1 de marzo  | 15:30 |
| Arouca               | 0 – 2 | Porto              | Municipal de Arouca       | 1 de marzo  | 18:00 |
| Vitória Guimarães    | 1 – 0 | Casa Pia           | Dom Afonso Henriques      | 1 de marzo  | 20:30 |
| Moreirense           | 1 – 1 | Estrela da Amadora | Parque Joaquim de Almeida | 2 de marzo  | 15:30 |
| Boavista             | 1 – 0 | Santa Clara        | Do Bessa                  | 2 de marzo  | 15:30 |
| Farense              | 0 – 1 | AVS                | São Luís                  | 2 de marzo  | 18:00 |
| Rio Ave              | 2 – 1 | Sporting Braga     | Do Rio Ave FC             | 2 de marzo  | 20:30 |
| Sporting de Portugal | 3 – 1 | Estoril            | José Alvalade             | 3 de marzo  | 20:15 |
| Gil Vicente          | 0 – 3 | Benfica            | Ciudad de Barcelos        | 28 de marzo | 20:15 |

| Estrela da Amadora | 1 – 1 | Gil Vicente          | José Gomes              | 7 de marzo  | 20:15 |
| AVS                | 0 – 1 | Arouca               | Do CD Aves              | 8 de marzo  | 15:30 |
| Benfica            | 3 – 0 | Nacional             | Da Luz                  | 8 de marzo  | 18:00 |
| Estoril            | 2 – 2 | Farense              | António Coimbra da Mota | 8 de marzo  | 18:00 |
| Sporting Braga     | 1 – 0 | Porto                | Municipal de Braga      | 8 de marzo  | 20:30 |
| Santa Clara        | 1 – 1 | Moreirense           | São Miguel              | 9 de marzo  | 15:30 |
| Casa Pia           | 1 – 3 | Sporting de Portugal | Municipal de Rio Maior  | 9 de marzo  | 18:00 |
| Boavista           | 1 – 2 | Vitória Guimarães    | Do Bessa                | 9 de marzo  | 20:30 |
| Famalicão          | 1 – 0 | Rio Ave              | Municipal 22 de Junio   | 10 de marzo | 20:15 |

| Farense              | 0 – 1 | Sporting Braga     | São Luís                  | 15 de marzo | 15:30 |
| Gil Vicente          | 0 – 1 | Santa Clara        | Ciudad de Barcelos        | 15 de marzo | 15:30 |
| Porto                | 2 – 0 | AVS                | Do Dragão                 | 15 de marzo | 18:00 |
| Sporting de Portugal | 3 – 1 | Famalicão          | José Alvalade             | 15 de marzo | 20:30 |
| Nacional             | 3 – 1 | Casa Pia           | Madeira                   | 16 de marzo | 15:30 |
| Arouca               | 1 – 1 | Estoril            | Municipal de Arouca       | 16 de marzo | 15:30 |
| Rio Ave              | 2 – 3 | Benfica            | Do Rio Ave FC             | 16 de marzo | 18:00 |
| Moreirense           | 1 – 0 | Boavista           | Parque Joaquim de Almeida | 16 de marzo | 20:30 |
| Vitória Guimarães    | 2 – 0 | Estrela da Amadora | Dom Afonso Henriques      | 16 de marzo | 20:30 |

| Casa Pia           | 2 – 1 | Rio Ave              | Municipal de Rio Maior    | 29 de marzo | 15:30 |
| Estrela da Amadora | 0 – 3 | Sporting de Portugal | José Gomes                | 29 de marzo | 18:00 |
| Sporting Braga     | 2 – 1 | Arouca               | Municipal de Braga        | 29 de marzo | 20:30 |
| Santa Clara        | 1 – 0 | Nacional             | São Miguel                | 30 de marzo | 15:30 |
| Famalicão          | 4 – 1 | AVS                  | Municipal 22 de Junio     | 30 de marzo | 15:30 |
| Estoril            | 1 – 2 | Porto                | António Coimbra da Mota   | 30 de marzo | 18:00 |
| Moreirense         | 2 – 2 | Vitória Guimarães    | Parque Joaquim de Almeida | 30 de marzo | 20:30 |
| Boavista           | 1 – 3 | Gil Vicente          | Do Bessa                  | 1 de abril  | 20:15 |
| Benfica            | 3 – 2 | Farense              | Da Luz                    | 2 de abril  | 20:15 |

| AVS                  | 0 – 3 | Estoril            | Do CD Aves           | 4 de abril | 20:15 |
| Arouca               | 1 – 2 | Famalicão          | Municipal de Arouca  | 5 de abril | 18:00 |
| Vitória Guimarães    | 2 – 0 | Santa Clara        | Dom Afonso Henriques | 5 de abril | 20:30 |
| Gil Vicente          | 0 – 1 | Moreirense         | Ciudad de Barcelos   | 6 de abril | 15:30 |
| Nacional             | 0 – 1 | Estrela da Amadora | Madeira              | 6 de abril | 15:30 |
| Porto                | 1 – 4 | Benfica            | Do Dragão            | 6 de abril | 20:30 |
| Farense              | 0 – 0 | Casa Pia           | São Luís             | 7 de abril | 18:45 |
| Rio Ave              | 0 – 2 | Boavista           | Do Rio Ave FC        | 7 de abril | 20:15 |
| Sporting de Portugal | 1 – 1 | Sporting Braga     | José Alvalade        | 7 de abril | 20:45 |

| Gil Vicente        | 0 – 1 | Vitória Guimarães    | Ciudad de Barcelos        | 11 de abril | 20:15 |
| Boavista           | 0 – 1 | Nacional             | Do Bessa                  | 12 de abril | 15:30 |
| Famalicão          | 3 – 0 | Estoril              | Municipal 22 de Junio     | 12 de abril | 15:30 |
| Santa Clara        | 0 – 1 | Sporting de Portugal | São Miguel                | 12 de abril | 18:00 |
| Casa Pia           | 0 – 1 | Porto                | Municipal de Rio Maior    | 12 de abril | 20:30 |
| Estrela da Amadora | 0 – 1 | Farense              | José Gomes                | 13 de abril | 15:30 |
| Benfica            | 2 – 2 | Arouca               | Da Luz                    | 13 de abril | 18:00 |
| Sporting Braga     | 4 – 1 | AVS                  | Municipal de Braga        | 13 de abril | 18:00 |
| Moreirense         | 0 – 2 | Rio Ave              | Parque Joaquim de Almeida | 13 de abril | 20:30 |

| Rio Ave              | 1 – 1 | Santa Clara        | Do Rio Ave FC           | 18 de abril | 15:30 |
| Farense              | 0 – 1 | Boavista           | São Luís                | 18 de abril | 15:30 |
| Porto                | 2 – 1 | Famalicão          | Do Dragão               | 18 de abril | 18:00 |
| Sporting de Portugal | 3 – 1 | Moreirense         | José Alvalade           | 18 de abril | 20:30 |
| AVS                  | 1 – 1 | Casa Pia           | Do CD Aves              | 19 de abril | 15:30 |
| Nacional             | 0 – 3 | Gil Vicente        | Madeira                 | 19 de abril | 15:30 |
| Arouca               | 1 – 0 | Estrela da Amadora | Municipal de Arouca     | 19 de abril | 18:00 |
| Estoril              | 0 – 2 | Sporting Braga     | António Coimbra da Mota | 19 de abril | 18:00 |
| Vitória Guimarães    | 0 – 3 | Benfica            | Dom Afonso Henriques    | 19 de abril | 20:30 |

| Famalicão          | 1 – 1 | Sporting Braga       | Municipal 22 de Junio     | 25 de abril | 20:30 |
| Santa Clara        | 2 – 0 | Arouca               | São Miguel                | 26 de abril | 15:30 |
| Gil Vicente        | 1 – 0 | Farense              | Ciudad de Barcelos        | 26 de abril | 18:00 |
| Estrela da Amadora | 2 – 0 | Porto                | José Gomes                | 26 de abril | 20:30 |
| Moreirense         | 1 – 1 | Nacional             | Parque Joaquim de Almeida | 27 de abril | 15:30 |
| Vitória Guimarães  | 3 – 0 | Rio Ave              | Dom Afonso Henriques      | 27 de abril | 18:00 |
| Benfica            | 6 – 0 | AVS                  | Da Luz                    | 27 de abril | 18:00 |
| Boavista           | 0 – 5 | Sporting de Portugal | Do Bessa                  | 27 de abril | 20:30 |
| Casa Pia           | 1 – 3 | Estoril              | Municipal de Rio Maior    | 29 de abril | 20:15 |

| Porto                | 3 – 1 | Moreirense         | Do Dragão               | 2 de mayo | 20:15 |
| Farense              | 2 – 1 | Famalicão          | São Luís                | 3 de mayo | 15:30 |
| Nacional             | 1 – 2 | Vitória Guimarães  | Madeira                 | 3 de mayo | 15:30 |
| Sporting Braga       | 1 – 1 | Santa Clara        | Municipal de Braga      | 3 de mayo | 18:00 |
| Estoril              | 1 – 2 | Benfica            | António Coimbra da Mota | 3 de mayo | 20:30 |
| Rio Ave              | 2 – 0 | Estrela da Amadora | Do Rio Ave FC           | 4 de mayo | 15:30 |
| Arouca               | 0 – 0 | Casa Pia           | Municipal de Arouca     | 4 de mayo | 18:00 |
| Sporting de Portugal | 2 – 1 | Gil Vicente        | José Alvalade           | 4 de mayo | 20:30 |
| AVS                  | 1 – 2 | Boavista           | Do CD Aves              | 5 de mayo | 20:15 |

| Nacional           | 3 – 3 | Rio Ave              | Madeira                   | 10 de mayo | 15:30 |
| Santa Clara        | 2 – 1 | Famalicão            | São Miguel                | 10 de mayo | 15:30 |
| Benfica            | 1 – 1 | Sporting de Portugal | Da Luz                    | 10 de mayo | 18:00 |
| Gil Vicente        | 1 – 1 | Arouca               | Ciudad de Barcelos        | 10 de mayo | 20:30 |
| Casa Pia           | 2 – 1 | Sporting Braga       | Municipal de Rio Maior    | 10 de mayo | 20:30 |
| Estrela da Amadora | 0 – 1 | AVS                  | José Gomes                | 11 de mayo | 15:30 |
| Vitória Guimarães  | 1 – 2 | Farense              | Dom Afonso Henriques      | 11 de mayo | 18:00 |
| Moreirense         | 2 – 2 | Estoril              | Parque Joaquim de Almeida | 11 de mayo | 18:00 |
| Boavista           | 1 – 2 | Porto                | Do Bessa                  | 11 de mayo | 20:30 |

| Famalicão            | 2 – 1 | Casa Pia           | Municipal 22 de Junio   | 16 de mayo | 19:00 |
| Rio Ave              | 1 – 1 | Gil Vicente        | Do Rio Ave FC           | 16 de mayo | 19:00 |
| Farense              | 1 – 2 | Santa Clara        | São Luís                | 17 de mayo | 18:00 |
| Arouca               | 4 – 1 | Boavista           | Municipal de Arouca     | 17 de mayo | 18:00 |
| AVS                  | 0 – 3 | Moreirense         | Do CD Aves              | 17 de mayo | 18:00 |
| Porto                | 3 – 0 | Nacional           | Do Dragão               | 17 de mayo | 18:00 |
| Sporting Braga       | 1 – 1 | Benfica            | Municipal de Braga      | 17 de mayo | 18:00 |
| Sporting de Portugal | 2 – 0 | Vitória Guimarães  | José Alvalade           | 17 de mayo | 18:00 |
| Estoril              | 4 – 0 | Estrela da Amadora | António Coimbra da Mota | 17 de mayo | 18:00 |

### Tabla de resultados cruzados
| Local \ Visitante    | ARO | AVS | BEN | BOA | CAS | EST | EDA | FAM | FAR | GVI | MOR | NAC | POR | RAV | STC | BRA | SPO | VIT |
| -------------------- | --- | --- | --- | --- | --- | --- | --- | --- | --- | --- | --- | --- | --- | --- | --- | --- | --- | --- |
| Arouca               | —   | 1–1 | 0–2 | 4–1 | 0–0 | 1–1 | 1–0 | 1–2 | 2–2 | 1–1 | 1–0 | 1–0 | 0–2 | 1–1 | 1–0 | 1–2 | 0–3 | 0–1 |
| AVS                  | 0–1 | —   | 1–1 | 1–2 | 1–1 | 0–2 | 1–1 | 2–3 | 0–0 | 1–0 | 0–3 | 1–1 | 0–5 | 1–0 | 1–2 | 0–1 | 2–2 | 1–0 |
| Benfica              | 2–2 | 5–0 | —   | 3–0 | 3–0 | 3–0 | 1–0 | 4–0 | 3–2 | 5–1 | 3–2 | 3–0 | 4–1 | 5–0 | 4–1 | 1–2 | 1–1 | 1–0 |
| Boavista             | 1–3 | 0–0 | 0–3 | —   | 2–3 | 0–0 | 0–1 | 0–2 | 1–1 | 2–2 | 0–2 | 0–1 | 1–2 | 0–2 | 1–0 | 0–1 | 0–5 | 1–2 |
| Casa Pia             | 3–1 | 1–1 | 3–1 | 0–1 | —   | 1–3 | 1–0 | 1–1 | 1–1 | 1–0 | 3–1 | 1–0 | 0–1 | 2–1 | 0–2 | 2–1 | 1–3 | 1–1 |
| Estoril              | 4–1 | 0–0 | 1–2 | 2–1 | 0–2 | —   | 4–0 | 2–1 | 2–2 | 0–0 | 2–2 | 1–0 | 1–2 | 2–1 | 1–4 | 0–2 | 0–3 | 1–0 |
| Estrela Amadora      | 2–1 | 0–1 | 2–3 | 2–2 | 0–1 | 2–4 | —   | 0–3 | 0–1 | 1–1 | 2–1 | 2–0 | 2–0 | 1–0 | 0–0 | 0–1 | 0–3 | 2–2 |
| Famalicão            | 0–0 | 4–1 | 2–0 | 1–0 | 2–1 | 3–0 | 0–0 | —   | 1–2 | 1–1 | 2–0 | 0–0 | 1–1 | 1–0 | 1–2 | 1–1 | 0–3 | 0–0 |
| Farense              | 0–1 | 0–1 | 1–2 | 0–1 | 0–0 | 1–0 | 1–0 | 2–1 | —   | 0–1 | 1–2 | 0–2 | 0–1 | 1–2 | 1–2 | 0–1 | 0–5 | 2–2 |
| Gil Vicente          | 1–1 | 4–2 | 0–3 | 1–2 | 1–1 | 1–2 | 3–0 | 0–2 | 1–0 | —   | 0–1 | 2–1 | 3–1 | 1–1 | 0–1 | 0–0 | 0–0 | 0–1 |
| Moreirense           | 3–1 | 1–1 | 1–1 | 1–0 | 3–2 | 2–2 | 1–1 | 0–0 | 0–0 | 3–2 | —   | 1–1 | 0–3 | 0–2 | 1–0 | 1–2 | 2–1 | 2–2 |
| Nacional             | 1–2 | 3–1 | 0–2 | 0–0 | 3–1 | 2–2 | 0–1 | 2–1 | 2–0 | 0–3 | 1–0 | —   | 2–1 | 3–3 | 2–0 | 0–3 | 1–6 | 1–2 |
| Porto                | 4–0 | 2–0 | 1–4 | 4–0 | 2–0 | 4–0 | 2–0 | 2–1 | 2–1 | 3–0 | 3–1 | 3–0 | —   | 2–0 | 1–1 | 2–1 | 1–1 | 1–1 |
| Rio Ave              | 1–0 | 1–1 | 2–3 | 0–2 | 2–2 | 2–2 | 2–0 | 1–1 | 1–0 | 1–1 | 3–2 | 2–1 | 2–2 | —   | 1–1 | 2–1 | 0–3 | 2–2 |
| Santa Clara          | 2–0 | 2–1 | 0–1 | 1–0 | 2–1 | 2–3 | 1–0 | 2–1 | 0–0 | 2–1 | 1–1 | 1–0 | 0–2 | 1–0 | —   | 0–2 | 0–1 | 1–0 |
| Sporting Braga       | 2–1 | 4–1 | 1–1 | 3–0 | 1–2 | 2–2 | 1–1 | 3–3 | 2–0 | 2–0 | 3–1 | 1–0 | 1–0 | 4–0 | 1–1 | —   | 2–4 | 0–2 |
| Sporting de Portugal | 2–2 | 3–0 | 1–0 | 3–2 | 2–0 | 3–1 | 5–1 | 3–1 | 3–1 | 2–1 | 3–1 | 2–0 | 2–0 | 3–1 | 0–1 | 1–1 | —   | 2–0 |
| Vitória Guimarães    | 2–2 | 2–0 | 0–3 | 2–2 | 1–0 | 1–0 | 2–0 | 2–1 | 1–2 | 4–0 | 1–0 | 2–2 | 0–3 | 3–0 | 2–0 | 0–0 | 4–4 | —   |

## Partidos de ascenso y descenso
El decimosexto lugar de esta temporada, AVS, jugó contra el tercer lugar de la Segunda Liga, Vizela, en partidos de ida y vuelta para determinar al último equipo integrante de la Primeira Liga de la próxima temporada.
- Los horarios corresponden al huso horario de verano portugués (UTC+1).

| 24 de mayo de 2025 | AVS                                          | 3:0 (0:0) | Vizela | Estádio do CD Aves, Vila das Aves |                             |
| 19:45              | Gustavo Assunção 62' (pen.) · Tunde 67', 70' | Reporte   |        | Árbitro(s): Gustavo Correia       | Árbitro(s): Gustavo Correia |

| 1 de junio de 2025 | Vizela                                   | 2:2 (1:1) (Global 2:5) | AVS                              | Estádio do FC Vizela, Vizela |                             |
| 19:45              | Fonseca 14' (a.g.) · Mörschel 77' (pen.) | Reporte                | Tunde 38' · Gustavo Assunção 64' | Árbitro(s): Miguel Nogueira  | Árbitro(s): Miguel Nogueira |

## Datos y estadísticas

### Récords
- Primer gol de la temporada: Anotado por Pedro Gonçalves, para el Sporting de Portugal contra el  Rio Ave (9 de agosto de 2024)
- Último gol de la temporada: Anotado por Dylan Nandin, para el Arouca contra el Boavista (17 de mayo de 2025)
- Gol más rápido: Anotado a los 18 segundos por Wenderson Galeno en el Porto 2 – 0 Rio Ave (24 de agosto de 2024)
- Gol más cercano al final del encuentro: Anotado a los 90+15 minutos por Miguel Reisinho en el Vitória de Guimaraes 2 – 2 Boavista (6 de octubre de 2024)
- Mayor número de goles marcados en un partido: Vitória de Guimaraes 4 – 4 Sporting de Portugal (3 de enero de 2025)
- Partido con más espectadores: 63 478 espectadores en el Benfica 1 – 1 Sporting de Portugal (10 de mayo de 2025)
- Partido con menos espectadores: 1 espectador en el Santa Clara 1 – 1 Moreirense (9 de marzo de 2025)
- Mayor victoria local: Benfica 6 – 0 AVS (27 de abril de 2025)
- Mayor victoria visitante: Nacional 1 – 6 Sporting de Portugal (17 de agosto de 2024); Farense 0 – 5 Sporting de Portugal (23 de agosto de 2024); AVS 0 – 5 Porto (28 de octubre de 2024)

### Máximos goleadores
Actualizado el 18 de mayo de 2025.
| Pos. | Jugador           | Equipo              | Goles | Part. | Prom. |
| ---- | ----------------- | ------------------- | ----- | ----- | ----- |
| 1    | Viktor Gyökeres   | Sporting C. P.      | 39    | 33    | 1.18  |
| 2    | Samu Aghehowa     | F. C. Porto         | 19    | 30    | 0.63  |
| 3    | Vangelis Pavlidis | S. L. Benfica       | 19    | 34    | 0.56  |
| 4    | Clayton Fernandes | Rio Ave F. C.       | 14    | 31    | 0.45  |
| 5    | Kerem Aktürkoğlu  | S. L. Benfica       | 11    | 30    | 0.37  |
| 6    | Alejandro Marqués | G. D. Estoril Praia | 11    | 33    | 0.32  |
| 7    | Yanis Begraoui    | G. D. Estoril Praia | 11    | 34    | 0.32  |
| 8    | Rodrigo Mora      | F. C. Porto         | 10    | 23    | 0.43  |
| 9    | Cassiano          | Casa Pia A. C.      | 10    | 26    | 0.38  |
| 10   | Ricardo Horta     | S. C. Braga         | 10    | 34    | 0.29  |

### Máximos asistentes
Actualizado el 18 de mayo de 2025.
| Pos. | Jugador           | Equipo                      | Asist. | Part. | Prom. |
| ---- | ----------------- | --------------------------- | ------ | ----- | ----- |
| 1    | Francisco Trincão | Sporting C. P.              | 14     | 34    | 0.41  |
| 2    | Francisco Moura   | F. C. Famalicão/F. C. Porto | 10     | 31    | 0.32  |
| 3    | Kerem Aktürkoğlu  | S. L. Benfica               | 9      | 30    | 0.3   |
| 4    | Bruma             | S. C. Braga/S. L. Benfica   | 7      | 27    | 0.26  |
| 5    | Orkun Kökçü       | S. L. Benfica               | 7      | 33    | 0.21  |
| =    | Viktor Gyökeres   | Sporting C. P.              | 7      | 33    | 0.21  |
| 7    | Vangelis Pavlidis | S. L. Benfica               | 7      | 34    | 0.21  |
| 8    | Martim Fernandes  | F. C. Porto                 | 6      | 25    | 0.24  |
| 9    | Alan Souza        | Moreirense F. C.            | 6      | 31    | 0.19  |
| 10   | Gustavo Sá        | F. C. Famalicão             | 6      | 33    | 0.18  |

### Mejor portero
Datos actualizados a 18 de mayo de 2025.
| Pos. | Jugador          | Equipo            | Goles recibidos | Part. | Coef. |
| ---- | ---------------- | ----------------- | --------------- | ----- | ----- |
| 1    | Diogo Costa      | F. C. Porto       | 27              | 32    | 0.84  |
| 2    | Anatoli Trubin   | S. L. Benfica     | 28              | 32    | 0.88  |
| 3    | Gabriel Batista  | C. D. Santa Clara | 32              | 34    | 0.94  |
| 4    | Bruno Varela     | Vitória S. C.     | 37              | 34    | 1.09  |
| 5    | Lazar Carević    | F. C. Famalicão   | 21              | 18    | 1.17  |
| 6    | Patrick Sequeira | Casa Pia A. C.    | 41              | 32    | 1.28  |
| 7    | Andrew           | Gil Vicente F. C. | 46              | 33    | 1.39  |
| 8    | Ricardo Velho    | S. C. Farense     | 40              | 28    | 1.43  |
| 9    | Lucas França     | C. D. Nacional    | 46              | 32    | 1.44  |
| 10   | Kewin            | Moreirense F. C.  | 42              | 29    | 1.45  |

### Autogoles
Datos actualizados a 16 de noviembre de 2024
| Fecha                    | Jugador            | Minuto | Local                    | Resultado | Visitante              | Jornada |
| ------------------------ | ------------------ | ------ | ------------------------ | --------- | ---------------------- | ------- |
| 23 de agosto de 2024     | Lucas Áfrico       | 69'    | S. C. Farense            | 0 – 5     | Sporting C. P.         | 3       |
| 28 de septiembre de 2024 | João Goulart       | 49'    | Casa Pia A. C.           | 1 – 1     | Vitória Guimarães      | 7       |
| 10 de noviembre de 2024  | Nehuén Pérez       | 61'    | S. L. Benfica            | 4 – 1     | F. C. Porto            | 11      |
| 30 de noviembre de 2024  | Aderllan Santos    | 49'    | Rio Ave F. C.            | 3 - 2     | Moreirense F. C.       | 12      |
| 1 de diciembre de 2024   | José Manuel Fontán | 12'    | F. C. Arouca             | 0 - 2     | Sport Lisboa e Benfica | 12      |
| 2 de diciembre de 2024   | Sandro Cruz        | 46'    | Vitória Guimarães        | 1 – 1     | Gil Vicente F. C.      | 12      |
| 9 de diciembre de 2024   | Tiago Esgaio       | 58'    | C. F. Estrela da Amadora | 2 - 1     | F. C. Arouca           | 13      |
| 14 de diciembre de 2024  | Lucas Áfrico       | 47'    | S. C. Farense            | 0 - 1     | Gil Vicente F. C.      | 14      |
| 16 de diciembre de 2024  | Amine El Ouazzani  | 45+3'  | S. C. Braga              | 3 - 3     | S. C. Farense          | 14      |

## Fichajes

### Fichajes más caros del mercado de verano
| Jugador             | Club de destino      | Club de origen          | Precio (€) | Ref.   |
| ------------------- | -------------------- | ----------------------- | ---------- | ------ |
| Conrad Harder       | Sporting de Portugal | Nordsjælland            | 19.000.000 | [ 50 ] |
| Vangelis Pavlidis   | Benfica              | AZ Alkmaar              | 18.000.000 | [ 51 ] |
| Zeno Debast         | Sporting de Portugal | Anderlecht              | 15.550.000 | [ 52 ] |
| Samu Aghehowa       | Porto                | Atlético de Madrid      | 15.000.000 | [ 53 ] |
| Maximiliano Araújo  | Sporting de Portugal | Toluca                  | 13.600.000 | [ 54 ] |
| Kerem Aktürkoğlu    | Benfica              | Galatasaray             | 12.000.000 | [ 55 ] |
| Benjamín Rollheiser | Benfica              | Estudiantes de La Plata | 9.500.000  | [ 56 ] |
| Jan-Niklas Beste    | Benfica              | Heidenheim              | 8.000.000  | [ 57 ] |
| Bright Arrey-Mbi    | Sporting Braga       | Hannover 96             | 6.200.000  | [ 58 ] |
| Álvaro Carreras     | Benfica              | Manchester United       | 6.000.000  | [ 59 ] |

| Datos actualizados a 26 de septiembre de 2024. Fuentes: |

### Fichajes más caros del mercado de invierno
| Jugador          | Club de destino      | Club de origen      | Precio (€) | Ref.   |
| ---------------- | -------------------- | ------------------- | ---------- | ------ |
| Manu Silva       | Benfica              | Vitória Guimarães   | 12.000.000 | [ 60 ] |
| William Gomes    | Porto                | São Paulo           | 9.000.000  | [ 61 ] |
| Bruma            | Benfica              | Sporting Braga      | 6.500.000  | [ 62 ] |
| Gabriel Teixeira | Sporting de Portugal | Bahía               | 6.000.000  | [ 63 ] |
| Tomás Pérez      | Porto                | Newell's Old Boys   | 3.000.000  | [ 64 ] |
| André Luiz       | Rio Ave              | Estrela de Amadora  | 2.200.000  | [ 65 ] |
| Taichi Fukui     | Arouca               | Bayern de Múnich II | 1.600.000  | [ 66 ] |
| Vando Félix      | Vitória Guimarães    | Torreense           | 1.200.000  | [ 67 ] |
| Simon Elisor     | Famalicão            | Metz                | 900.000    | [ 68 ] |
| Carlos Eduardo   | Gil Vicente          | Felgueiras          | 850.000    | [ 69 ] |

| Datos actualizados a 4 de febrero de 2025. Fuentes: |

### Hat-tricks o pókers
Aquí se encuentra la lista de hat-tricks y póker de goles (en general, tres o más goles marcados por un jugador en un mismo encuentro) conseguidos en la temporada.
| Fecha      | Jugador           | Goles           | Local                | Resultado | Visitante            | Jornada    |
| ---------- | ----------------- | --------------- | -------------------- | --------- | -------------------- | ---------- |
| 16/08/2024 | Kanya Fujimoto    | 41' 90+4' 90+6' | Gil Vicente F. C.    | 4 - 2     | AVS Futebol          | Jornada 2  |
| 23/08/2024 | Viktor Gyökeres   | 27' 41' 66'     | Farense              | 0 – 5     | Sporting de Portugal | Jornada 3  |
| 27/10/2024 | Kerem Aktürkoğlu  | 12' 16' 45+2'   | Benfica              | 5 – 0     | Rio Ave              | Jornada 9  |
| 28/10/2024 | Samu Aghehowa     | 32' 38' 45+1'   | AVS Futebol          | 0 – 5     | Porto                | Jornada 9  |
| 01/11/2024 | Viktor Gyökeres   | 19' 31' 42' 70' | Sporting de Portugal | 5 – 1     | Estrela Amadora      | Jornada 10 |
| 03/01/2025 | Viktor Gyökeres   | 2' 14' 57'      | Sporting de Portugal | 4 – 4     | Vitória Guimarães    | Jornada 17 |
| 17/01/2025 | Leandro Barreiro  | 11' 36' 67'     | Benfica              | 4 – 0     | F. C. Famalicão      | Jornada 18 |
| 01/04/2025 | Pablo             | 55' 56' 65'     | Boavista             | 1 – 3     | Gil Vicente          | Jornada 27 |
| 04/04/2025 | André Lacximicant | 20' 33' 49'     | AVS                  | 0 - 3     | Estoril              | Jornada 28 |
| 06/04/2025 | Vangelis Pavlidis | 1' 43' 69'      | Porto                | 1 - 4     | Benfica              | Jornada 28 |